# جون شوارتز
جون شوارتز (بالإنجليزية: John Schwartz)‏ هو سياسي أمريكي، ولد في 27 أكتوبر 1793 في مقاطعة نورثمبرلاند في الولايات المتحدة، وتوفي في 20 يونيو 1860 في واشنطن العاصمة في الولايات المتحدة. حزبياً، نشط في الحزب الديمقراطي. وقد انتخب عضو مجلس النواب الأمريكي.